# 山鹃鵙
山鹃鵙（学名：Edolisoma anale）是山椒鸟科Edolisoma属的一种。为新喀里多尼亚的特有种。其自然栖息地为亚热带或热带的湿润低地森林和亚热带或热带的湿润山地。